# Liste des membres des équipes de X-Men
Pour un article plus général, voir X-Men.
Cette liste des membres des équipes de X-Men recense les différentes membres de l'équipe de super-héros mutants les X-Men évoluant dans l'univers Marvel de la maison d'édition Marvel Comics.
Au fil des décennies, la composition de l'équipe a régulièrement évolué, en fonction des récits et des séries de comics publiés sur cette équipe.

## X-Men

### Les premiers X-Men

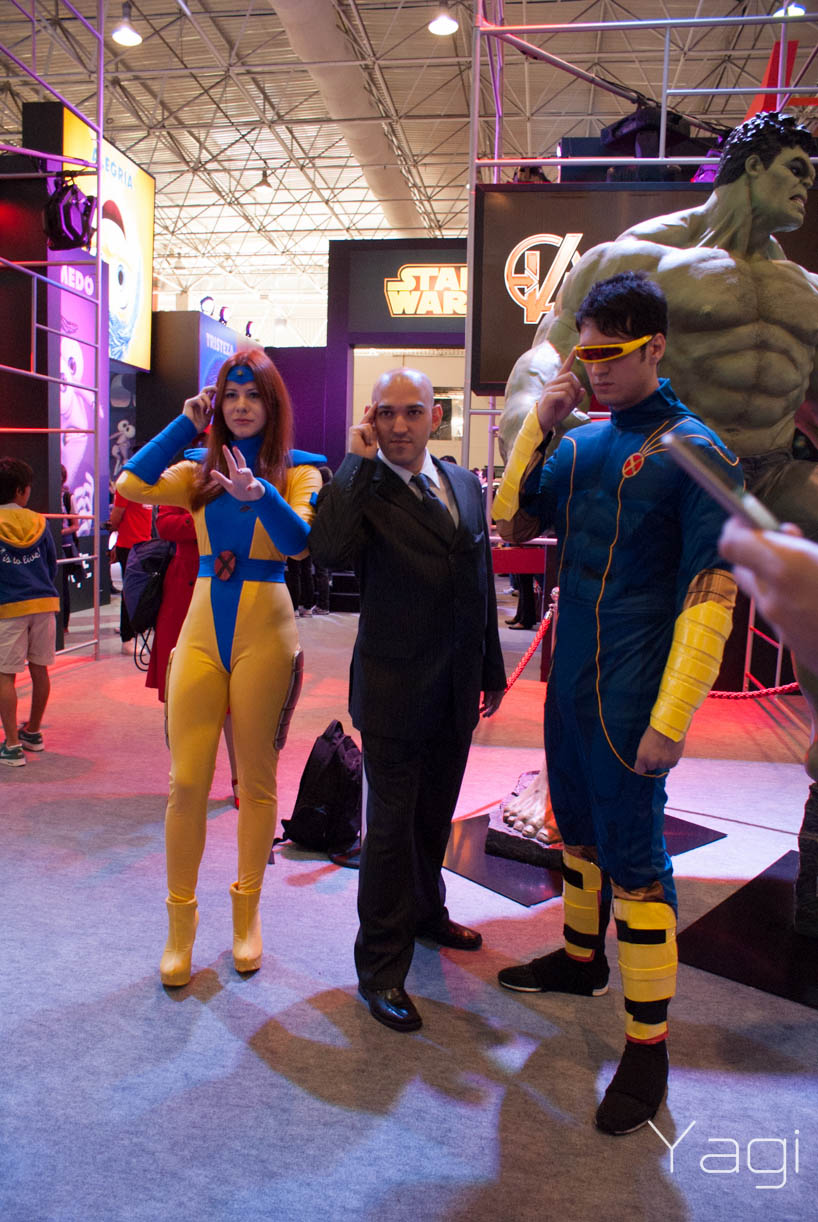
Cosplay de Jean Grey (Strange Girl), le Professeur X et Cyclope.

Les premiers X-Men font leurs débuts dans X-Men #1 publié en septembre 1963.
Dans cette série, le professeur X (Charles Xavier) a déjà pour élèves Cyclope, Iceberg, Angel et le Fauve ; Strange Girl se joint à l'équipe dans cet épisode initial. Cependant, la création de l'équipe est racontée dans des épisodes ultérieurs, du #42 au #53. Entre parenthèses figure donc l'épisode qui raconte leur arrivée dans l'équipe.
- le Professeur X (Professor X) — Charles Francis Xavier (X-Men #42, 1967) : fondateur de l'École pour Jeunes Surdoués, télépathe.
- Cyclope (Cyclops) — Scott Summers (X-Men #42, 1967) : mutant aux rayons optiques destructeurs et incontrôlés.
- Iceberg — Robert « Bobby » Louis Drake (X-Men #46, 1968) : mutant générant de la glace.
- Angel — Warren Kenneth Worthington III (X-Men #56, 1969) : mutant ailé.
- le Fauve (Beast) — Henry « Hank » McCoy (X-Men #53, 1969) : acrobate hors catégorie et intellect supérieur.
- Strange Girl (Marvel Girl) — Jean Grey (X-Men #1, 1963) : télékinésiste, télépathe.
- Mimic — Calvin Rankin (X-Men #27, 1966) : mutant capable d'imiter les pouvoirs des cinq premiers X-Men.
- Miméto — Kevin Sidney (X-Men #40, 1968 ; mort en 1968 dans X-Men #42) : métamorphe.
- Polaris — Lorna Dane (X-Men #65, 1970) : jeune fille maîtrisant le magnétisme.
- Havok — Alexander « Alex » Summers (X-Men #65, 1970) : frère cadet de Scott Summers générant des rafales de plasma.

### Les Nouveaux X-Men
L'équipe des Nouveaux X-Men est fondée en 1975 par le professeur Xavier, avec comme premier objectif d'aller secourir les premiers X-Men : Angel, Strange Girl, Iceberg, Polaris et Havok, prisonniers de l'île vivante de Krakoa.
Cette nouvelle version présente des personnages aux origines plus diverses, la plupart n'étant pas américains.
- Diablo (Nightcrawler) — Kurt Wagner (Giant Size X-Men #1, 1975) : mutant allemand à la peau bleue et queue préhensile, capable de se téléporter ; acrobate.
- Wolverine (Serval en VF) — James « Logan » Howlett (Giant Size X-Men #1, 1975) : ancien agent canadien de la Division Alpha doté de pouvoirs de régénération, de sens hyper-développés et de griffes rétractiles en adamantium.
- le Hurleur (Banshee) — Sean Cassidy (Giant Size X-Men #1, 1975) : mutant irlandais aux pouvoirs soniques.
- Tornade (Storm) — Ororo Munroe (Giant Size X-Men #1, 1975) : fille d'une princesse africaine d'une tribu du Kenya et d'un journaliste américain ; contrôle les éléments météorologiques comme le climat et peut générer des éclairs.
- Feu du Soleil (Sunfire) — Shiro Yoshida (Giant Size X-Men #1, 1975) : mutant japonais utilisant l'énergie solaire.
- Colossus — Piotr « Peter » Rasputine (Giant Size X-Men #1, 1975) : mutant russe pouvant changer son corps en acier organique ; force et résistance surhumaines.
- Épervier (Thunderbird) — John Proudstar (Giant Size X-Men #1, 1975 ; mort dans Uncanny X-Men #95, 1975) : mutant amérindien avec une force et une constitution surhumaines.

Ils seront par la suite rejoints par :
- Étincelle (Shadowcat) — Katherine « Kitty » Pryde (Uncanny X-Men #138, 1980) : jeune fille passe-muraille pouvant devenir intangible.
- Lockheed (Uncanny X-Men #168, 1983) : petit dragon ailé, originaire de l'espace, allié de Kitty Pryde.
- Malicia — Anna Marie (Uncanny X-Men #171, 1983) : fille adoptive de Mystique, absorbe la psyché et les super-pouvoirs d'autrui par simple contact ; a absorbé les pouvoirs de Miss Marvel (Carol Danvers).
- Rachel Summers (Uncanny X-Men #188, 1984) : fille de Cyclope et Jean Grey dans un futur alternatif ; télépathe, télékinésiste, voyage dans le temps (esprit).
- Magnéto (Magneto) — Max « Magnus » Eisenhardt / Erik « Magnus » Lehnsherr (Uncanny X-Men #200, 1985) : ancien ennemi des X-Men (Confrérie des mauvais mutants) ; contrôle le magnétisme terrestre.
- Psylocke — Elizabeth « Betsy » Braddock (Uncanny X-Men #213, 1987) : télépathe anglaise.
- Dazzler — Alison Blaire (Uncanny X-Men #214, 1987) : chanteuse ; mutante convertissant le son en lumière.
- Longshot (Uncanny X-Men #215, 1987) : mutant originaire du Mojoverse (en), doté d'un pouvoir sur les probabilités et un sens de précognition ; présumé mort.
- Forge (Uncanny X-Men #255, 1989) : mutant amérindien, ancien G.I. au Vietnam ; créateur d'équipement électronique et shaman.
- Gambit — Remy Lebeau (Uncanny X-Men Annual #14, 1990) : voleur professionnel acadien ; peut « charger » les objets d'énergie biokinétique et les faire exploser.
- Jubilé (Jubilee) — Jubilation Lee (Uncanny X-Men #273, 1991) : fugueuse, amie de Wolverine ; génère des boules de plasma.
- Bishop — Lucas Bishop (Uncanny X-Men #287, 1992) : mutant du futur, policier de formation ; absorbe toute source d'énergie et la restitue sous forme de rafales.
- Revanche (en) — Kwannon (X-Men #21, 1993 ; morte dans X-Men #31 en 1994) : tueuse ninja, empathe.

Ils seront ensuite rejoints par :
- Rocket — Samuel « Sam » Guthrie (X-Force #44, 1995) : fusée humaine, invulnérable en vol.
- Joseph (Uncanny X-Men #338, 1996 ; mort dans X-Men #87 en 1999) : clone de Magnéto.
- Cecilia Reyes (X-Men #70, 1997) : docteur dans un hôpital ; dispose d'un bouclier bioplasmique. Présumée morte.
- Marrow — Sarah (X-Men #70, 1997) : Morlock dotée d'une excroissance osseuse.
- Maggott — Japheth (X-Men #70, 1997 ; mort dans Weapon X #5 en 2002) : limaces pour système digestif lui permettant d'acquérir une force surhumaine après absorption de nourriture.

### La révolution
En 2000, Marvel Comics tente de relancer toutes les séries estampillées « X » en faisant un bond dans leurs aventures de six mois en avant.
À partir de là, rejoignent les rangs des X-Men :
- Thunderbird — Neal Shaara (X-Men Unlimited #27, 2000) : mutant originaire de l'Inde ; pouvoirs de pyrotechnie.
- Cable — Nathan Summers (X-Men Unlimited #27, 2000) : fils de Cyclope et Madelyne Pryor (elle-même clone de Jean Grey), revenu du futur ; soldat, télépathe, télékinésiste.
- Danielle Moonstar (X-Men #102, 2000) : ancienne Mirage des Nouveaux Mutants ; amérindienne créatrice d'illusion, capable de télépathie animale.
- Sage — Tessa (X-Men #102, 2000) : agent secret pour le compte de Charles Xavier ; cyberpathe.

Puis, avec l'arrivée de nouveaux scénaristes sur les titres X : Grant Morrison sur X-Men (qui devient alors New X-Men) ; Joe Casey puis Chuck Austen sur Uncanny X-Men ; Chris Claremont sur X-Treme X-Men, d'autres mutants rejoignent l'équipe :
- la Reine Blanche — Emma Frost (New X-Men #116, 2001) : ancienne Reine Blanche du Club des Damnés ; télépathe.
- Xorn — Kuan-Yin Xorn (New X-Men Annual, 2001 ; mort dans New X-Men #150 en 2003) : possède une étoile à la place du cerveau ; guérisseur.
- Chamber — Jonothon Ewan Starmore (Uncanny X-Men #398, 2001) : mutant anglais débarqué de Génération X ; télépathe, lance des rafales d'énergie biokinésique.
- Stacy X — Miranda Leevald (Uncanny X-Men #400, 2001) : prostituée générant des phéromones.
- Lifeguard — Heather Cameron (X-Treme X-Men #10, 2002) : mutante hybride Shi'ar.
- Slipstream — Davis Cameron (X-Treme X-Men #10, 2002) : jeune frère de Lifeguard.
- Véga (Northstar) — Jean Paul Beaubier (Uncanny X-Men #414, 2002 ; mort dans Wolverine #14?) : ancien membre de la Division Alpha, pensionnaire du SHIELD ; vol en hyper-vitesse.
- Husk — Paige Guthrie (Uncanny X-Men #421, 2003) : jeune sœur métamorphe de Rocket.
- le Fléau — Cain Marko (Uncanny X-Men #425, 2003) : ancien ennemi des X-Men et demi-frère de Charles Xavier ; investit d'une force et d'une résistance colossales conférées par le rubis de l'entité mystique Cyttorak.
- Xorn — Shen Xorn (X-Men #162, 2004) : guérisseur chinois, frère de Xorn.
- Mystique — Raven Darkhölme (X-Men #174, 2006) : ancienne ennemie des X-Men, mère adoptive de Malicia et mère naturelle de Diablo ; métamorphe.

## Les autres équipes X

### Les Nouveaux Mutants
Les Nouveaux Mutants ont été promus temporairement comme X-Men à partir de Uncanny X-Men Annual #10 en 1986).
L'équipe originale incluait les membres suivants :
- Rocket — Samuel « Sam » Guthrie : fusée humaine, invulnérabilité en vol.
- Solar — Roberto Da Costa : absorbe et utilise l'énergie solaire, lui donnant notamment une force surhumaine.
- Karma — Xian Coy Mahn : contrôle le cerveau d'autrui, développe des talents télépathiques.
- Psyche, puis Mirage — Danielle Moonstar : mutante amérindienne ; créé des illusions des plus chers désirs ou peurs de ses victimes.
- Félina (Wolfsbane) — Rhane Sinclair : femme lycanthrope.

Les Nouveaux Mutants ont par la suite intégré :
- Magik — Illyana Raspoutine : sœur cadette de Colossus ; sorcière, dispose d'un pouvoir de téléportation assujetti aux Limbes.
- Warlock : extraterrestre issu d'un monde techno-organique.
- Cypher — Douglas Ramsey : capacité de comprendre toutes les langues ; décédé.
- Magma — Amara Aquila : contrôle de la lave.

Ils seront par la suite rejoints par :
- Rictor — Julio Estiban Richter : provoque des séismes.
- Skids (en) — Sally Blevins : génération d'un champ d'énergie protecteur.
- Rusty Collins : pyrokinésiste ; décédé.
- Big Bang — Tabitha Smith : génère des boules de plasma explosives.

### New X-Men: Academy X
Série New Mutants (vol. 2). Crée à l'occasion de X-Men ReLoad (mai 2004). Six équipes de jeunes adolescents formés pour prendre la relève.
L'équipe de base comprenait :
- Alizé (Wind Dancer) — Sofia Mantega: mutante capable de contrôler le vent et les air
- Prodigy — David Alleyne: mutant ayant le  pouvoirs se manifestent par la simple capacité de « capter » les connaissances de toute personne se trouvant près de lui, télépathie limitée.
- Elixir — Joshua « Josh » Foley: mutant oméga; peut soigner ou infliger des maladies voir des tumeurs.
- Surge — Noriko « Nori » Ashida: Nori a le pouvoir d'absorber l'électricité dans l'air, peut l'utiliser comme rafales ou pour voler à grande vittesse.
- X-23 - Laura Kinney: clone de Wolverine, ayant un facteur guérisseur et des griffes d'adamantium au mains et aux pieds.
- Dust - Sooraya Qadir: mutante afghane capable de se changer en poussière organique.
- Giroflée (Wallflower) — Laurie Collins:  génère des phéromones selon son humeur

### Facteur-X
Facteur-X (« X-Factor » en VO) était à l'origine composée par les cinq premiers X-Men quand ils ont quitté l'Institut Xavier. Cette équipe a été reconstruite pour devenir un groupe mutant gouvernemental, sous les ordres de l'agent de liaison Valerie Cooper.
Sous le commandement de Havok, l'équipe était composée de :
- Polaris — Lorna Dane : contrôle du magnétisme.
- l'Homme-Multiple — Jamie Madrox : peut dédoubler son corps.
- Malabar (Strong Guy) — Guido Carosella : possède un corps disproportionné doté d'une force surhumaine.
- Félina (Wolfsbane) — Rahne Sinclair : femme lycanthrope.
- Vif-Argent (Quicksilver) — Pietro Maximoff : vitesse et célérité surhumaines, peut aller au-delà du mur du son.

Ils seront par la suite rejoints par :
- Wild Child — Kyle Gibney : mutation animale, sens hyper développés, griffes, facteur guérisseur.
- Shard (en) : sœur de Bishop ; hologramme solidifié.
- Forge : amérindien ; ancien G.I. au Vietnam ; créateur de matériel électronique et shaman.

et deux mutants forcés de travailler pour le gouvernement :
- Mystique — Raven Darkhölme : métamorphe.
- Dents de Sabre (Sabretooth) — Victor Creed : facteur guérisseur et sens hyper développés.

La dernière version de l'équipe (X-Factor v2) est une agence de détectives privés spécialisés dans les « affaires de mutants », nommée « X-Factor Investigations ». Elle inclut :
- l'Homme-Multiple — Jamie Madrox : peut dédoubler son corps.
- Cyrène — Theresa Rourke : fille de Sean Cassidy (le Hurleur), de qui elle a hérité des pouvoirs soniques.
- Félina — Rhane Sinclair : femme lycanthrope.
- Malabar (Strong Guy) — Guido Carosella : corps disproportionné qui lui donne une force surhumaine.
- M — Monet St. Croix : force surhumaine, facteur guérisseur, télépathe.
- Butterfly — Layla Miller : précognition et infléchissement du cours des événements.
- Rictor — Julio Estiban Richter : provoque des séismes.

### Excalibur
Après l'arc narratif Mutant Massacre (en) perpétré par les Maraudeurs, l'équipe Excalibur est créée par les X-Men blessés et soignés sur l'île de Muir.
Au départ, l'équipe est composée de :
- Diablo (Nightcrawler) — Kurt Wagner
- Étincelle (Shadowcat) — Katherine « Kitty » Pryde
- Phénix II (Phoenix) — Rachel Summers
- Captain Britain — Brian Braddock
- Meggan — Meggan Puceanu

Ils seront par la suite rejoints par :
- Amanda Sefton — Jimaine Szardos
- Cerise (en)
- Douglock — Warlock
- Feron (en)
- Kylun (en) — Colin McKay
- Félina (Wolfsbane) — Rahne Sinclair
- Peter Wisdom — Peter « Pete » Paul Wisdom
- Colossus — Piotr « Peter » Rasputin

### X-Force
À ses débuts, X-Force était composée de :
- Cable — Nathan Christopher Dayspring : fils de Madelyne Pryor et Scott Summers (Cyclope).
- Domino — véritable nom inconnu : mercenaire capable d'affecter les probabilités.
- Big Bang — Tabitha Smith : génération de boules de plasma explosives.
- Rocket — Samuel « Sam » Guthrie : fusée humaine, invulnérable en vol.
- Solar — Roberto Da Costa : absorbe et utilise l'énergie solaire.
- Feral — Maria Callasantos : Morlock ; mutation féline.
- Warpath — James Proudstar : frère de feu Épervier ; force surhumaine et hyper-sens.
- Shatterstar — Benjamin Russel : mutant échappé du Mojoverse.
- Cyrène et Danielle Moonstar vinrent ensuite compléter l'équipe.

La dernière mouture, équipe à court terme, recomposée par Cable pour affronter l'entité temporelle nommée Skornn, comprend :
- Cable
- Domino
- Meltdown (nouveau nom de Big Bang)
- Blaquesmith : mutant venu du futur ; télépathe et télékinésiste.
- Shatterstar
- Caliban : pisteur Morlock.

Rocket, Solar et Warpath déclinèrent l'offre de Cable, ayant désormais d'autres objectifs ou n'ayant plus vraiment confiance en lui.

### Génération X
L'équipe Génération X, depuis dissoute, était censée être la nouvelle équipe de jeunes X-Men, formés à l'Institut Xavier par le Hurleur et Emma Frost.
L'équipe incluait :
- M — Monet St-Croix : force surhumaine, facteur guérisseur, télépathe.
- Husk — Paige Guthrie : métamorphe.
- Synch — Everett Thomas : reproduit le pouvoir de tout mutant situé à proximité ; décédé.
- Jubilé (Jubilee) — Jubilation Lee : fugueuse, amie de Wolverine, génère des boules de plasma explosives.
- Chamber — John Starmore : rafales d'énergie biokinétique, télépathie.
- Skin — Angelo Espinosa : peau extensible ; décédé.
- Penance (en) — nom véritable inconnu : peau dure et tranchante.